# 四羟基合锌酸钠
四羟基合锌酸钠是一种配位化合物，化学式为Na2[Zn(OH)4]。平时所说的锌酸钠是含锌酸根或羟基锌酸根离子的钠盐的总称，在應用中，其精確的化學式不太重要，一般而言指的是各种锌酸钠的水溶液的混合物。

## 制备及性质
锌酸钠的水溶液可以用鋅、氫氧化鋅或是氧化鋅溶在氫氧化鈉水溶液中制備。簡化的反應如下：
ZnO  +  H2O  +  2 NaOH   →  Na2Zn(OH)4
Zn  +  2 H2O  +   2 NaOH   →  Na2Zn(OH)4  +  H2
從這些溶液中可以結晶產生鹽類，鹽類的陰離子會是Zn(OH)42-、Zn2(OH)62-、Zn(OH)64-等四面體的陰離子，以及八面體的鈉離子。锌酸钠中包括四面體的锌酸根離子以及八面體的鈉離子。Sr2Zn(OH)6中的鋅則是八面體配位。

## 三元鋅酸盐
其它鋅酸盐还有Na2ZnO2、Na2Zn2O3和Na10Zn4O9等。